# Левашов, Василий Иванович (генерал)
Василий Иванович Левашов (ок. 1740 — 9 (21) февраля 1804) — генерал от инфантерии и обер-егермейстер из рода Левашовых, командир Семёновского полка с 1779 года. Внук и наследник московского главноуправляющего В. Я. Левашова, отец высшего сановника графа В. В. Левашова.

## Биография
Родился около 1740 года — однако в записи о смерти Левашова ошибочно указано, что его возраст на момент смерти составлял 50 лет. Его родители: генерал Иван Васильевич Левашов, мать — Екатерина Алексеевна, урождённая Зыбина.

На службу поступил в 1758 году в лейб-гвардии Преображенский полк. Из подпоручиков гвардии был пожалован премьер-майором Троицкого пехотного полка. Во время турецкой войны участвовал в бою при Галаце, в Ларгской битве, при преследовании отступающего неприятеля от Измаила, при покорении ретраншемента перед Журжей и при овладении этою крепостью. За мужество и храбрость, проявленные в этих действиях, Левашов был награждён чином подполковника и 15 августа 1770 года — орденом Св. Георгия 3-го кл. 
В турецкую войну исправлял в происходивших с неприятелем сражениях мужественно и ревностно своё дело и сверх того во время Журжевской экспедиции при вступление в ретраншамент храбростию отличился, где был и ранен.
В 1774 году он был произведён в полковники с переводом в Ярославский пехотный полк и через три года пожалован флигель-адъютантом. Произведённый 22 сентября 1778 года по старшинству в бригадиры, Левашов в следующем году был пожалован премьер-майором лейб-гвардии Семёновского полка; 5 мая 1779 года он был произведён в генерал-майоры, в 1782 году пожалован орденом Св. Анны, а в 1785 году — польским орденом Белого орла.
В октябре 1779 года, по некоторым свидетельствам, приставлен князем Потёмкиным в качестве фаворита к Екатерине II; впрочем, не исключено, что Левашова путают с его племянником А. П. Ермоловым. «Левашову при дворе хорошо, но он также ещё не испортился, да я думаю, что наша братия — моты и роскошные люди — не так скоро делаются злыми, как сериозные», — писал в то время А. А. Безбородко. Во время путешествия Екатерины в Тавриду Левашов находился в свите императрицы, которая полюбила его за весёлость и «ум чрезвычайно острый и игривый».
Из Херсона Левашова отправили морем к неаполитанскому королю для изъявления признательности за присылку с приветствием маркиза де Галла и для засвидетельствования дружественного расположения императрицы.
Когда в 1788 году последовал разрыв со Швецией, Левашов служил в Финляндской армии. Ему была поручена оборона Фридрихсгама, который он мужественно защитил от многочисленного неприятеля, за что был произведён 14 августа в генерал-поручики. При заключении мира со Швецией (1790 г.) Левашов был награждён орденом Св. Александра Невского. В следующем году Левашов хотя и лишился своего покровителя князя Потёмкина, но продолжал пользоваться благоволением императрицы.
Назначенный командиром Семёновского полка, он сохранил эту должность и по вступлении на престол императора Павла; в следующем году Левашов был пожалован подполковником гвардии и генералом от инфантерии.
Вышел в отставку 31 марта 1798 года, но уже 5 июля того же года снова вернулся в Семёновский полк; 29 мая 1799 года был удостоен ордена Св. Апостола Андрея Первозванного и Большого креста ордена Св. Иоанна Иерусалимского, а 5 декабря того же года отправлен в отпуск на два месяца. 16 февраля 1800 г. назначен обер-егермейстером на место уволенного от службы обер-егермейстера князя Голицына и отправлен в качестве чрезвычайного посла в Неаполь для поднесения королю Фердинанду IV и наследному принцу русских орденов.
Умер 26 февраля (9 марта) 1804 года от горячки и был погребён в Александро-Невском монастыре. Служивший под его началом князь И. М. Долгоруков вспоминал:
Левашов был остёр, умён, забавен и потому имел счастие нравиться государыне, которая допускала его к себе с особенною милостию. Тогда цену человеку давала голова, а не шпоры и не сапожная глянцевитая вакса. По духу тогдашнего времени Левашов был прекрасный начальник в полку гвардии, а теперь он бы и в капралы не годился. Я всегда вспомню проказы его с улыбкою.

## Потомство
Был холост, но прижил вне брака трёх сыновей и столько же дочерей, которым дал фамилию Карташёвых. Матерью их была ученица балетной школы Акулина Семёнова. В сентябре 1798 года пожилой холостяк подал Павлу I следующее прошение:
Имею я шестерых детей, коим по мере сил моих старался я дать приличное дворянам воспитание. Кому в одиночестве своём могу я желать оставить по себе достояние моё, как не тем, коим со дня рождения их я преобык желать блага и пещись о доставлении им оного! Довершите, Всемилостивейший Государь, моё благополучие, повелите им иметь моё имя.
В 1798 году указом правительствующего сената «воспитанники» генерала были переименованы в Левашовых с присвоением дворянского звания:
- Мария (06.05.1781[2] — 1825), крещена 9 мая 1781 года в церкви Введения во храм Пресвятой Богородицы лейб-гвардии Семёновского полка при восприемстве капитана Фёдора Левашова; девица.
- Александра (24.06.1782[3] — 1811), крещена  5 июля  1782 года в церкви Введения во храм Пресвятой Богородицы лейб-гвардии Семёновского полка при восприемстве капитана Фёдора Левашова и придворной танцовщицы Евдокии Мириловой; в браке с сенатором Семёном Николаевичем Озеровым;
- Василий (1783—1848), в 1833 году пожалован графским достоинством;
- Василий-младший[a];
- Анна (23.12.1786[5] — ?), в браке с Николаем Фёдоровичем Матюниным.
- Константин (16.04.1787[6] — 05.05.1813);
- Александр (13.08.1788[7] — ?), крестник придворной актрисы Прасковьи Тимофеевой.

## Комментарии
1. ↑  В Рунете в ряде источников[4] указано, что Василий-младший умер в детстве, однако эта информация входит в противоречие с документами из описи 1 фонда 973 (Левашовы) ГАРФ, где имеется немало дел с упоминанием о Василии Васильевиче (младшем) Левашове вплоть до 40-х годов XIX века: в частности, дело № 102 1811 года («Прошение Левашовых: Василия Васильевича (старшего) и Василия Васильевича (младшего) Александру I о разделе имения, доставшегося им в наследство от отца Левашова Василия Ивановича»), ряд дел с письмами ему или от него различным лицам.